# Francesco Faraldo
Francesco Faraldo (ur. 14 lutego 1982) – włoski judoka. Olimpijczyk z Londynu 2012, gdzie zajął 33. miejsce w wadze półlekkiej.
Uczestnik mistrzostw świata w 2009, 2011. Startował w Pucharze Świata w latach 2002, 2003, 2006, 2007, 2009–2012. Brązowy medalista igrzysk śródziemnomorskich w 2009 roku.

## Letnie Igrzyska Olimpijskie 2012
| Konkurencja | Eliminacje            | Klas. końcowa |
| Konkurencja | Przeciwnik I          | Miejsce       |
| ----------- | --------------------- | ------------- |
| 66 kg       | Sugoi Uriarte (ESP) P | 33.           |